# Liste der Monuments historiques in Saint-Just-Sauvage
Die Liste der Monuments historiques in Saint-Just-Sauvage führt die Monuments historiques in der französischen Gemeinde Saint-Just-Sauvage auf.

## Liste der Objekte
| Bezeichnung                   | Beschreibung                           | Standort                     | Kennzeichnung | Schutzstatus | Datum | Bild |
| ----------------------------- | -------------------------------------- | ---------------------------- | ------------- | ------------ | ----- | ---- |
| Skulptur Christus in der Rast | Stein, farbig gefasst, 15. Jahrhundert | in der Kirche St-Just (Lage) | PM51000981    | Classé       | 1948  |      |
| Bodenbelag                    | Keramikfliesen, 15. Jahrhundert        | in der Kirche St-Just (Lage) | PM51000982    | Classé       | 1948  |      |
| Skulptur Madonna mit Kind     | Stein, farbig gefasst, 16. Jahrhundert | in der Kirche St-Just (Lage) | PM51000983    | Classé       | 1957  |      |